# Classe Kusong
La classe Kusong est une classe de torpilleur de la marine populaire de Corée.

## Historique
Son armement de base se compose de deux tubes lance-torpilles de 450 millimètre, avec deux paires de canon de 14,5 millimètre.